# كريس كالوواي
كريس كالوواي (بالإنجليزية: Chris Calloway)‏ هو لاعب كرة قدم أمريكية أمريكي، ولد في 29 مارس 1968 في شيكاغو في الولايات المتحدة.

## وصلات خارجية
- كريس كالوواي على موقع مرجع كرة القدم المحترفة.كوم (الإنجليزية)